# Josef Amshoff
Josef Amshoff CssR (* 8. Juni 1914 in Epe in Westfalen; † 11. Juli 2001 in Kirchhellen) war ein deutscher römisch-katholischer Geistlicher und Oberer eines  Redemptoristenklosters.

## Leben
Josef Amshoff wurde als Sohn des Webers Gerhard Amshoff und dessen Ehefrau Anna Leweling geboren und machte 1935 das Abitur am Collegium Josephinum Bonn. Nach dem Noviziat in Luxemburg legte er am 6. April 1936 die zeitlichen Ordensgelübde ab und studierte an der Ordenshochschule der Redemptoristen in Hennef (1935–1937) mit Fortsetzung an der Universität Trier (bis 1939).
Am 16. Februar 1941 erhielt er die Priesterweihe und war anschließend im Kloster Berlin-Marienfelde tätig.
Vom 1. April 1942 an musste er Kriegsdienst leisten und wurde mit dem Kriegsverdienstkreuz mit Schwertern ausgezeichnet. Bevor er am 1. Juni 1946 sein zweites Noviziat ablegte, war er im Alfonsushaus (benannt nach dem Rdemptoristen-Ordensgründer Alfonso Maria de Liguori) in Rheine tätig. 
Im Januar 1962 kam er in das Redemptoristenkloster Heiligenborn bei Bous im Saarland und war dort von 1969 bis 1978 Superior. In seine Amtszeit fällt die Ordnung der Liegenschaften des Klosters. 
Amshoff kam nach Rheine zurück und war bis 1984 Superior des Alfonsushauses. Dabei lag ihm die Krankenhausseelsorge besonders am Herzen.
1984 wurde er zum Jugend-Kloster Kirchhellen nach Bottrop-Kirchhellen versetzt, dessen wichtigstes Arbeitsfeld in der Jugendseelsorge lag.
Dort starb er und wurde am 16. Juli 2001 auf dem Klosterfriedhof bestattet.